# Jagannâtha

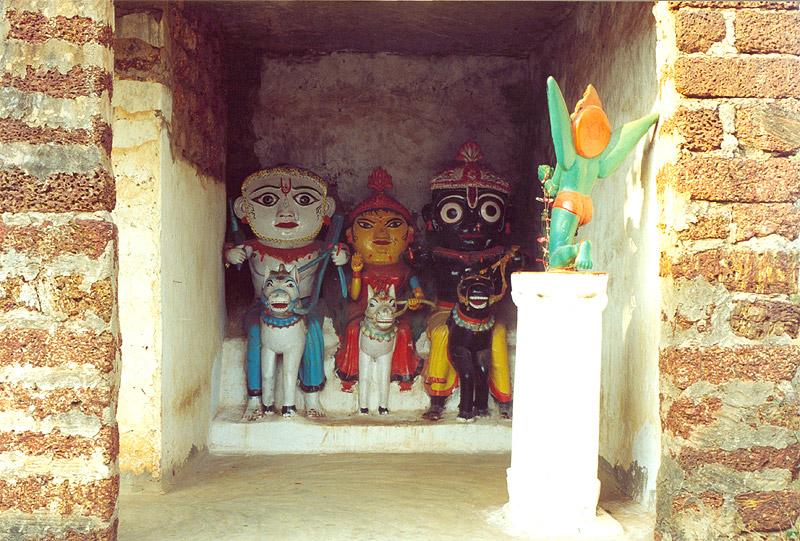
Temple dans la campagne orissaise avec Balabhadra, Subhadra et Jagannâtha

Dans l'hindouisme, Jagannātha, « Seigneur de l'Univers » (de jagat, le monde, l'univers et nātha, seigneur) est le nom donné à Krishna lorsqu'il est considéré comme la divinité suprême. La divinité, représentée en noir, car c'est la couleur et le nom même de Krishna, est souvent accompagnée par son frère Balarâma, en blanc, et sa sœur Subhadra, en jaune. On le trouve aussi écrit Djaggernat.
Un des lieux saints de l'Inde est le temple de Jagannâtha à Purî.

## Ratha Yatra
En anglais, Jagannâtha est à l'origine du mot "juggernaut" qui signifie "poids lourd" et, par extension, une force que rien n'arrête, un « rouleau compresseur », par analogie avec les chars portant les statues de Jagannâtha.
Ces chars sont encore tirés chaque année dans les rues des plus grandes villes du monde à l'occasion du Ratha Yatra, comme le font traditionnellement les Indiens d'Orissa depuis des centaines d'années au son du Maha Mantra.
Chaque année depuis 23 ans à Paris, Jagannath offre aux participants un repas végétarien à partager ensemble, parce qu'il est gourmand et qu'il aime faire plaisir. 5000 repas y sont servis par les dévots.

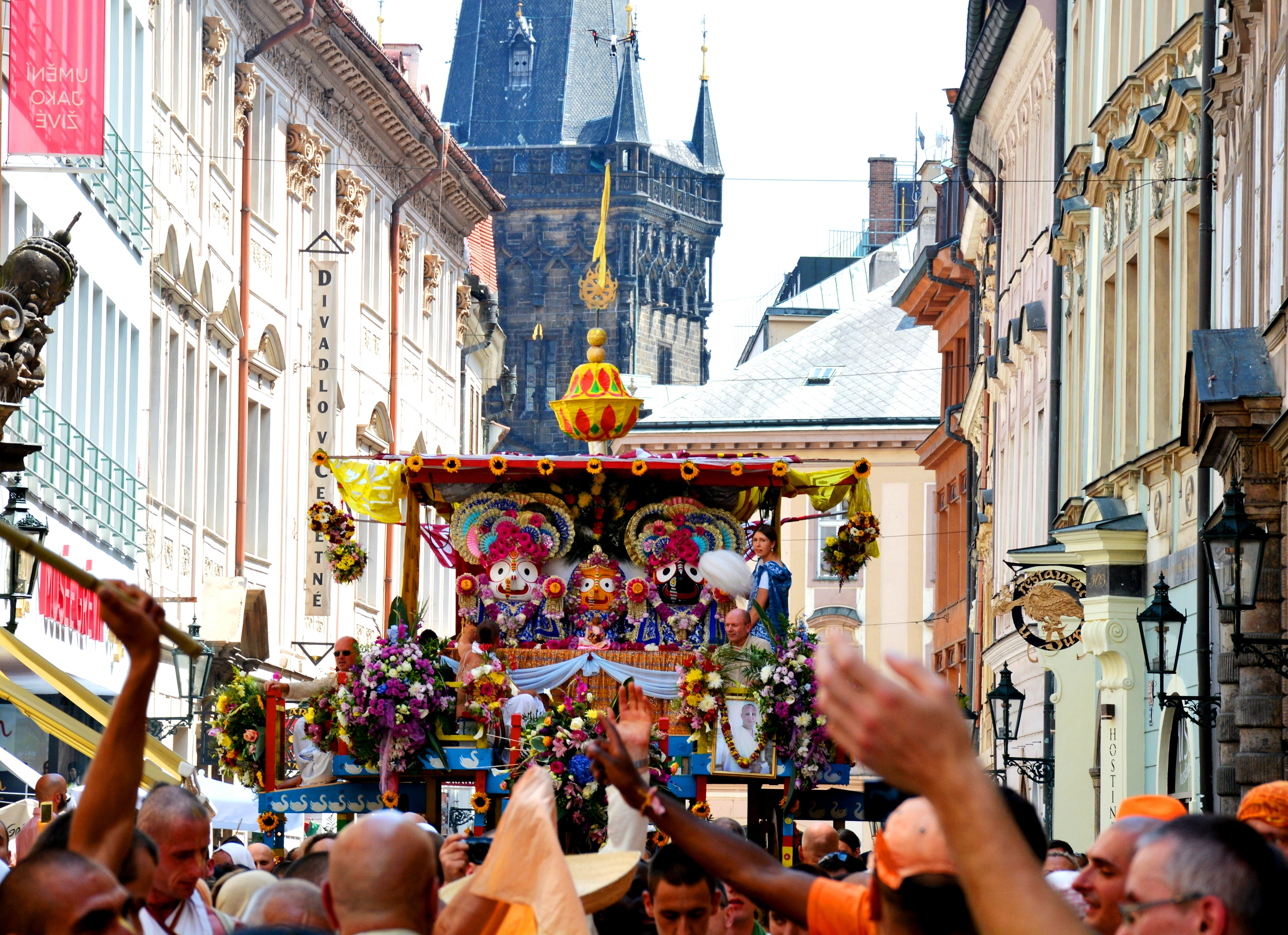
Photographie du Ratha Yatra de 2015, à Prague